# Gustav Flügel
Gustav Flügel (ur. 2 lipca 1812 w Nienburg (Saale), zm. 15 sierpnia 1900 w Szczecinie) – niemiecki kompozytor.

## Życiorys
Wykształcenie muzyczne zdobył w Dessau, następnie był nauczycielem w Nienburgu, Köthen, Magdeburgu i Schönebeck. W latach 1840–1850 po raz pierwszy przebywał w Szczecinie, gdzie działał jako organista. Od 1850 roku był nauczycielem muzyki w seminarium w Neuwied. W 1859 roku wrócił do Szczecina, gdzie otrzymał posadę kantora i organisty w kościele zamkowym św. Ottona i nauczyciela śpiewu w Wyższej Szkole Żeńskiej (Höhere Töchterschule).
Jego twórczość kompozytorska obejmuje ponad 600 utworów zebranych w 121 opusach oraz kompozycje nieopusowane, wydane samodzielnie lub w zbiorach. Pisał głównie muzykę organową, m.in. Fantazję chorałową na organy op. 82. Był też autorem pieśni na głos i fortepian do tekstów poetów niemieckich, a także nielicznych kantat i utworów religijnych na chór a cappella.
Jego syn Ernst również został kompozytorem, pierwsze lekcje muzyczne pobierając u ojca. 